# Pavel Schenk
Pavel Schenk (Borotín, 27 de junho de 1941) é um ex-jogador de voleibol da República Tcheca que competiu pela Tchecoslováquia nos Jogos Olímpicos de 1964, 1968 e 1972.
Em 1964, ele fez parte da equipe tchecoslovaca que conquistou a medalha de prata no torneio olímpico, no qual participou de todas as nove partidas. Quatro anos depois, ganhou a medalha de bronze com o time tchecoslovaco na competição olímpica de 1968, participando de seis jogos. Em sua última participação nos Jogos Olímpicos, jogou em cinco partidas e a Tchecoslováquia terminou na sexta colocação.